# リヴィウ国際空港
リヴィウ国際空港（リヴィウこくさいくうこう、ウクライナ語: Міжнародний аеропорт «Львів» імені Данила Галицького、英: Danylo Halytskyi International Airport "Lviv"）は、ウクライナ西部の都市リヴィウにある国際空港である。ウクライナで2番目に大きく、最も忙しい空港であり、リヴィウ中心部から6 kmの位置にある。西暦1256年にリヴィウを拓いた中世の王の名を冠し、ダヌィーロ・ロマーノヴィチ記念リヴィウ国際空港とも称する。

## 概要
1929年に「リヴィウ・スクニロウ空港」として開業した。スクニロウは近隣の村の名前で、現在はリヴィウの一部となっている。第二次世界大戦以前である当初は、ワルシャワとクラクフへの路線が運行されていた。1930年にブカレスト、1931年にソフィアとテッサロニキ、1936年にアテネとロードへの国際線を開設した。近年、UEFA EURO 2012の開催にあわせ滑走路の延長をはじめとする日本円で約240億円規模の拡張工事が実施された。新たに新設されたターミナルAは34,000平方メートルの規模で年間569万人の乗客に対応できる。ターミナルA内には出発ゲートが9か所、チェックインカウンターが28か所、自動チェックイン機が2か所設置されている。施設に関しては、カフェが2店舗、免税店が4店舗、空港ラウンジが2つある。

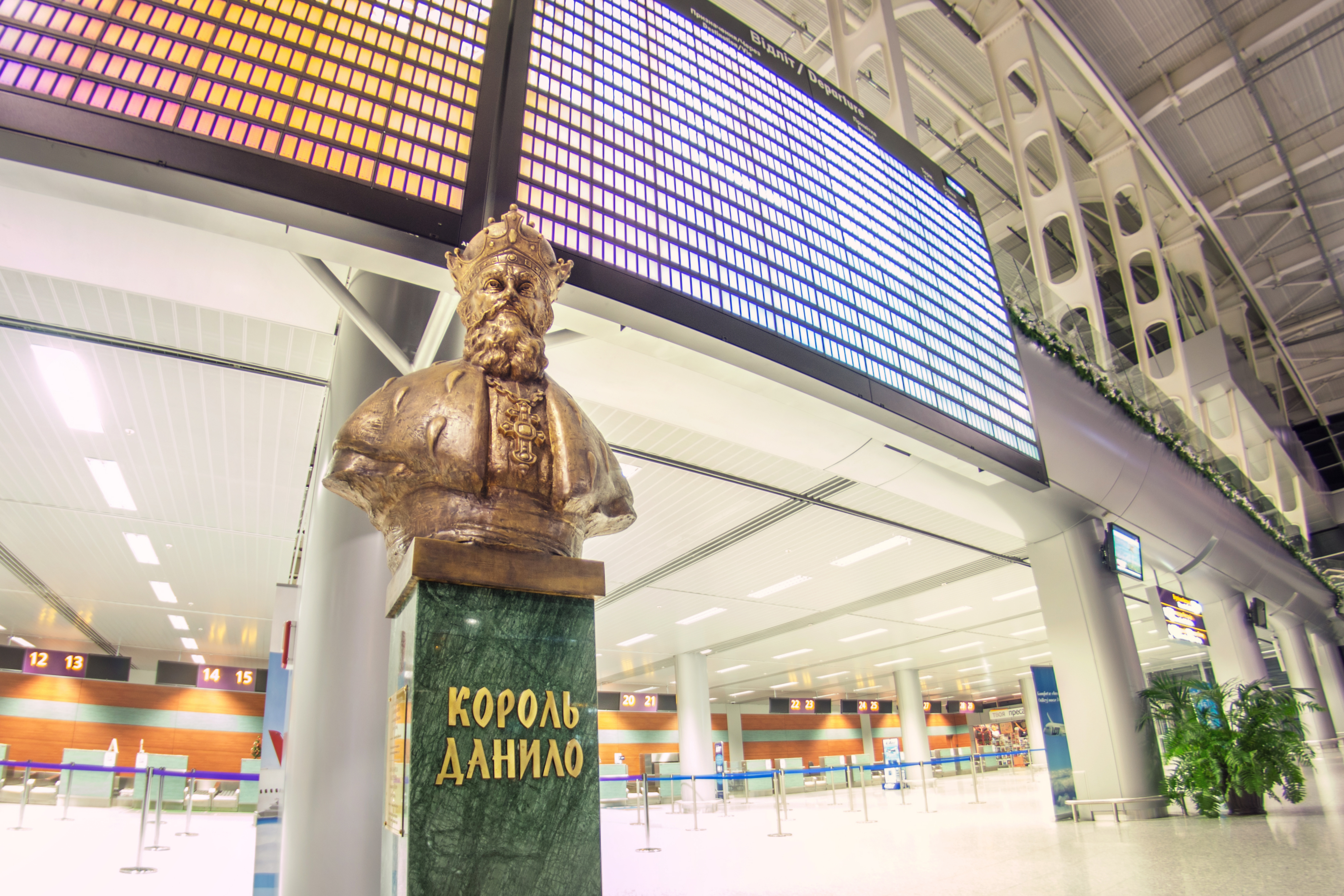
ターミナル内に設置されているダヌィーロ・ロマーノヴィチ像
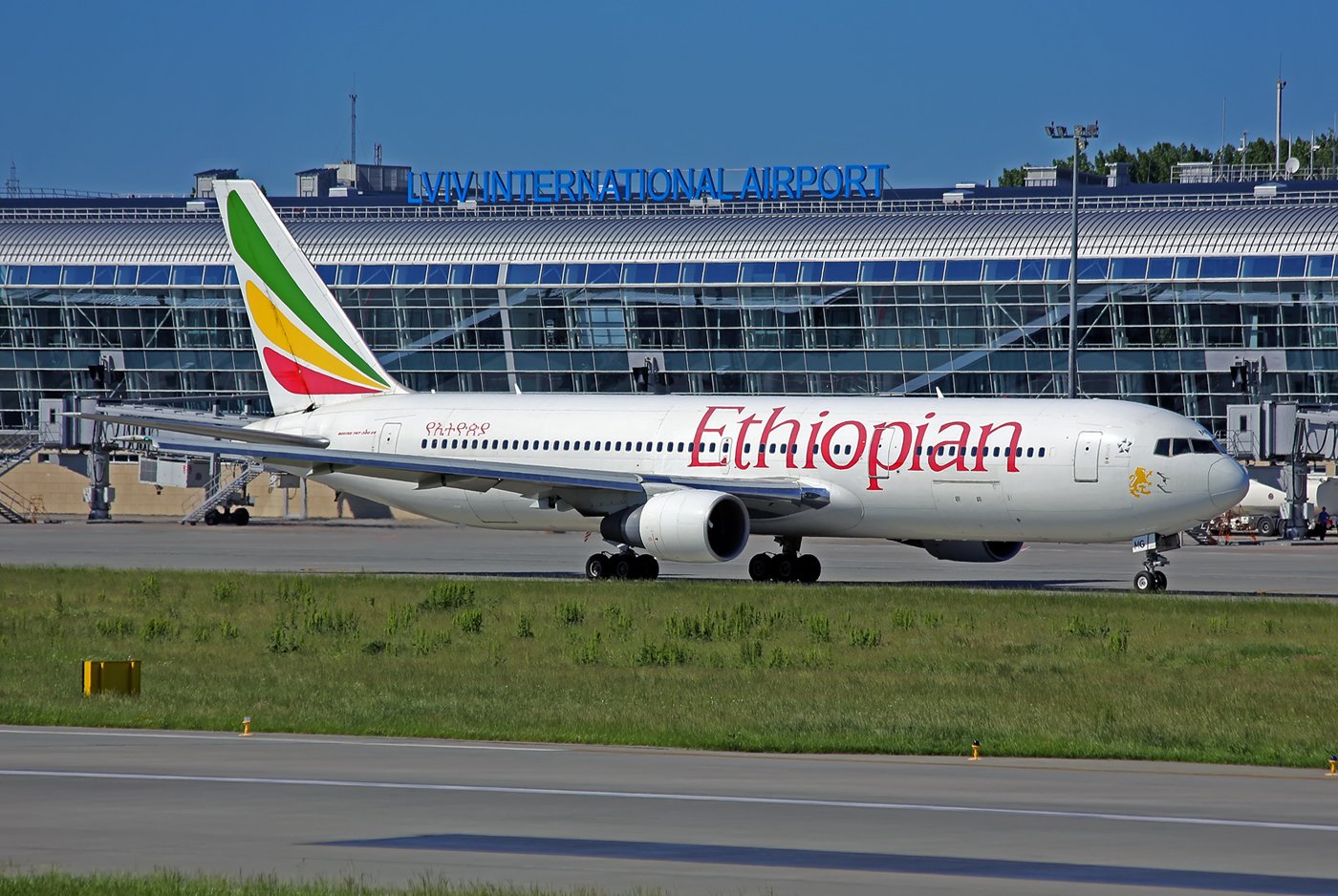
リヴィウ国際空港に着陸したエチオピア航空のボーイング767

## 就航路線

### 国際線
| 航空会社                   | 就航都市 |
| -------------------------- | --- |
| エア・バルティック         | 季節運航：リガ |
| オーストリア航空           | ウィーン |
| アゼルバイジャン航空       | 季節運航：バクー |
| アズール・エア・ウクライナ | 季節運航：アンタルヤ、ダラマン、シャルム・エル・シェイク |
| ベラヴィア                 | ミンスク |
| エリン航空                 | 季節運航：テッサロニキ、イラクリオン |
| アーネスト航空             | オーリオ・アル・セーリオ、ナポリ、ローマ、ヴェネツィア |
| LOTポーランド航空          | ポズナン、ワルシャワ 季節運航：ブィドゴシュチュ、シュチトノ |
| ルフトハンザドイツ航空     | ミュンヘン |
| ペガサス航空               | イスタンブール |
| ライアンエアー             | ワルシャワ、ブダペスト(2020年4月1日から)、クレーヴェ、クラクラ、メンミンガーベルク、ロンドン |
| スカイアップ航空           | パリ(2019年11月9日から)、プラハ(2019年10月17日から)、ロッド(2019年11月24日から)、シャールジャ(2019年10月26日から) 季節運航：アリカンテ、アンタルヤ、フルガダ、モナスティル、シャルム・エル・シェイク、ティヴァト |
| ターキッシュ エアラインズ  | イスタンブール |
| ウクライナ国際航空         | マドリード、ロッド 季節運航：バルセロナ、ボローニャ、ローマ、アンタルヤ、ボドルム、シャルム・エル・シェイク |
| ウィズエアー               | ベルリン、ブラチスラヴァ、ブダペスト（2020年6月3日から）、ヴィリニュス、ヴロツワフ、グダニスク、ドルトムント、カトヴィツェ、コペンハーゲン、ラルナカ(2019年10月28日から) 、ロンドン、フランクフルト              |

### 国内線
| 航空会社             | 就航都市                                                     |
| -------------------- | ------------------------------------------------------------ |
| モトール・シーチ航空 | キーウ                                                       |
| ウクライナ国際航空   | キーウ                                                       |
| スカイアップ航空     | キーウ（2019年10月17日から）、ハルキウ（2019年10月17日から） |

## 旅客数推移
| 年度 | 旅客数    | 増減率 | 2002年から2018年の年別旅客数推移 (百万人) |
| ---- | --------- | ------ | ----------------------------------------- |
| 2002 | 110,200   | -      |                                           |
| 2003 | 144,100   | 035.8% |                                           |
| 2004 | 198,200   | 035.5% |                                           |
| 2005 | 235,900   | 019.0% |                                           |
| 2006 | 278,200   | 018.0% |                                           |
| 2007 | 427,100   | 052.4% |                                           |
| 2008 | 532,100   | 025.5% |                                           |
| 2009 | 452,300   | 015.0% |                                           |
| 2010 | 481,900   | 06.5%  |                                           |
| 2011 | 297,000   | 038.4% |                                           |
| 2012 | 576,000   | 094.0% |                                           |
| 2013 | 700,800   | 021.0% |                                           |
| 2014 | 585,200   | 016.5% |                                           |
| 2015 | 570,570   | 02.5%  |                                           |
| 2016 | 738,000   | 029.4% |                                           |
| 2017 | 1,080,000 | 046.3% |                                           |
| 2018 | 1,598,700 | 048.0% |                                           |

## 市内へのアクセス
空港は市内中心部から15 kmほどに位置し、車で約17分ほどでアクセスできる。市内中心部へのアクセスには以下の公共交通機関が利用できる。

### 高速バス
ターミナルA正面にあるバス停「Аеропорт - Головний залізничний вокзал」から30分間隔で運行されている。始発は10時30分で終電は20時30分である。料金は20.00UAHで、停留場は「Будинок меблів」と「ТЦ «Скриня»」。

### 市バス
48番系統がバス停「Аеропорт (Термінал "А")」から10-15分間隔で運行されている。運行時間は7時から22時である。料金は5.00UAH。

### トロリーバス
29番系統が市バス同様に「Аеропорт (Термінал "А")」から9-16分間隔で運行されている。運行時間は6時8分から22時54分。料金は5.00UAH。